# Sebastian Schipper
Sebastian Schipper, né le 8 mai 1968 à Hanovre, est un acteur et réalisateur allemand.

## Biographie
Après des études d'acteur à l'école Otto-Falkenberg à Munich (1992-1995), à côté de son engagement dans le Kammerspiele (Munich), il joue des  rôles mineurs, comme dans Kleine Haie (1992), Le Patient anglais (1996), Winter Schläfler (1997) , England! (2000), Die Nacht singt ihre Lieder (2004). Dans le film Ludwig II., il joue Louis II pendant la dernière année de sa vie.
Son premier film en tant que réalisateur est Absolute Giganten qui sort en 1999 et reçoit le Prix du film allemand en argent. Son deuxième film, Un ami à moi (Ein Freund von mir), avec Jürgen Vogel, Daniel Brühl et Sabine Timoteo, sort en 2006 dans les salles de cinéma. Son troisième film, Vers la fin de l'été (Mitte Ende August), se déroule dans une maison d'été entre Berlin et Hambourg. Son quatrième long-métrage Victoria sort en 2015 et reçoit un bon accueil tant auprès du public que chez les critiques. Il remporte six récompenses à la 65e cérémonie du Prix du film allemand, dont celui de meilleure réalisation.

## Citations
- Le cinéma doit être fou, maniaque, merveilleux... (2015)

## Filmographie (sélection)

### Comme acteur
- 1992 : Kleine Haie
- 1996 : Le Patient anglais
- 1997 : Les Rêveurs (Winterschläfer)
- 1997 : Eine ungehorsame Frau (téléfilm)
- 1998 : Cours, Lola, cours
- 1998-1999 : Fremde Freundin
- 1999-2000 : England!
- 1999-2000 : La Princesse et le Guerrier
- 2001-2002 : Elefantenherz
- 2002-2003 : Ganz und gar
- 2002-2003 : Die Nacht singt ihre Lieder
- 2004-2005 : Die blaue Grenze
- 2010 : Trois (Drei)
- 2012 : Ludwig II.
- 2014 : Un enfant dans la tête (I Am Here) d'Anders Morgenthaler : Peter

### Comme réalisateur et scénariste
- 1998 : Les Bouffons (Absolute Giganten)
- 2006 : Un ami à moi (Ein Freund von mir)
- 2008 : Vers la fin de l'été (de) (Mitte Ende August)
- 2015 : Victoria
- 2019 : Roads

## Distinction
- 2015 : Meilleure réalisation pour Victoria à la 64e cérémonie du Deutscher Filmpreis.